# 伦山前奥斯特海姆
伦山前奥斯特海姆（德語：Ostheim vor der Rhön，官方拼写为，發音：[ˈɔsthaɪm foːɐ̯ deːɐ̯ ˈʁøːn]）是德国巴伐利亚州下弗兰肯行政区伦-格拉布费尔德县的城市，面积40.85平方千米，2023年12月31日人口为3,358人。